# Tellurure de rubidium
Le tellurure de rubidium est un composé inorganique de formule Rb2Te.  Il se présente sous la forme d'une poudre jaune-vert qui fond à 775 °C ou 880 °C (deux valeurs différentes ont été signalées).  Il s'agit d'un composé d'intérêt académique mineur.
Comme les autres chalcogénures de métaux alcalins, Rb2Te est préparé depuis les éléments placés dans de l'ammoniac liquide.